# Hua Xiong
Dans ce nom chinois, le nom de famille, Hua, précède le nom personnel.
Pour les articles homonymes, voir Hua.
Hua Xiong (138 - 190/janvier 191) était un commandant militaire chinois au service du seigneur de guerre et premier ministre Dong Zhuo lors de période de la fin de la dynastie Han en Chine antique. Au service de son seigneur depuis ses débuts lors de la repression de la rébellion de la Province de Liang ; lorsque des seigneur de guerre déclenchèrent une campagne pour abattre Dong Zhuo, il avait le grade de Contrôleur en chef au sein des forces conjointes de Lü Bu et Hu Zhen. Il fut tué durant les combats à Yangren lors d'une attaque menée par Sun Jian.

## Son personnage dans le roman
Dans le chapitre 5 du roman Histoire des Trois Royaumes écrit par Luo Guanzhong, Hua Xiong, qui est décrit comme un guerrier d'un physique imposant, manifeste davantage de prouesses.
Il fut celui qui se proposa pour repousser l’armée des coalisés à la Passe de la Rivière Si en l’an 191. Nommé Commandant des Cavaliers Vaillants, il fut promu commandant en chef à la suite de sa victoire contre Bao Zhong, dont il expédia la tête à Dong Zhuo. Peu après, il attaqua le camp de Sun Jian et lui infligea une sévère défaite, tuant notamment Zu Mao. Il alla ensuite provoquer les coalisés sur les champs de bataille où il tua Yu She et Pan Feng au combat.
Toutefois, lorsque Guan Yu fut envoyé combattre à son tour, Hua Xiong fut tué et sa tête fut ramené à Yuan Shao.